# Glaic Cottage

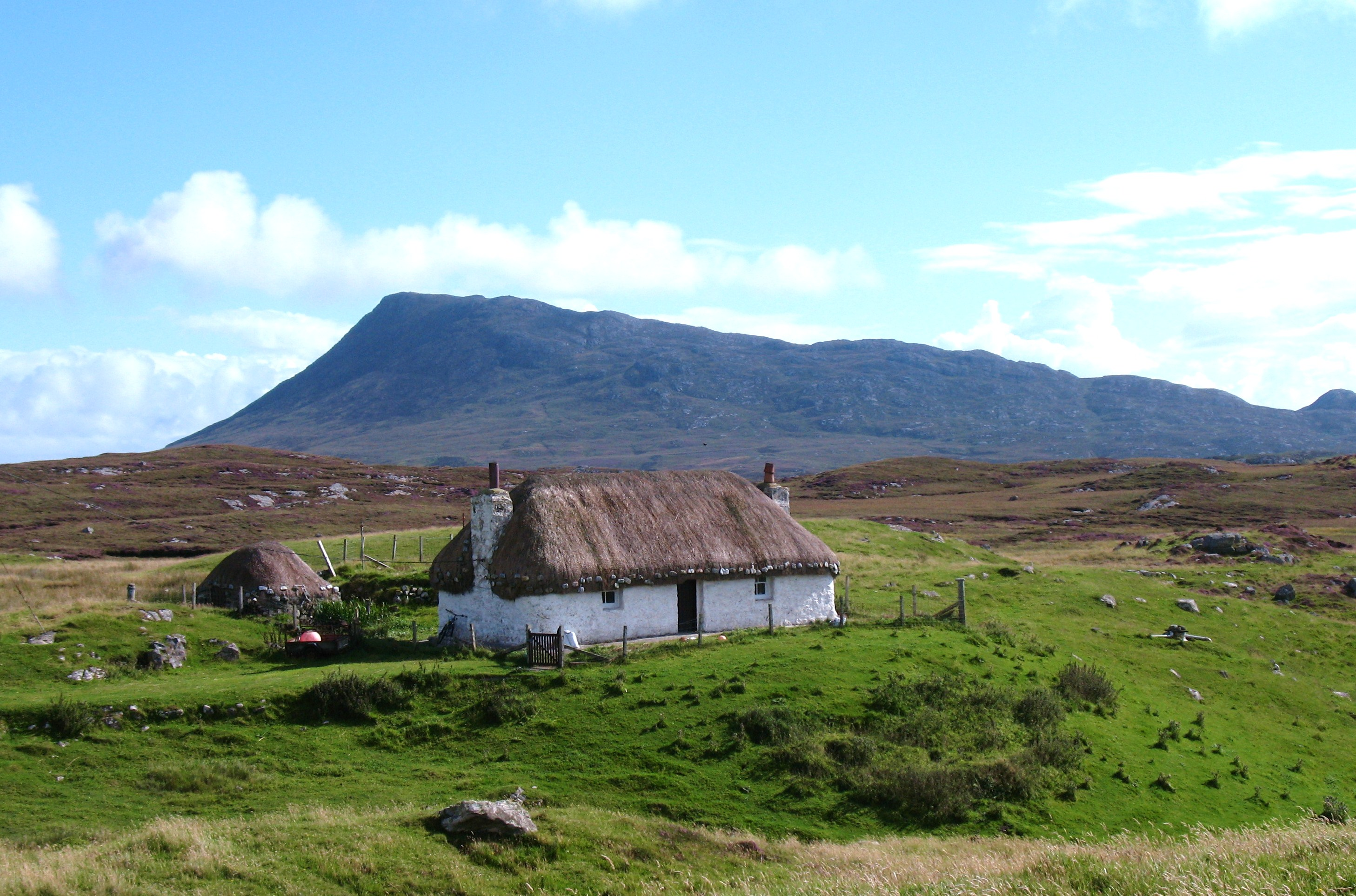
Glaic Cottage

Das Glaic Cottage ist ein Cottage auf der schottischen Hebrideninsel North Uist. 2021 wurde das Gebäude in die schottischen Denkmallisten in der Kategorie B aufgenommen.

## Geschichte
Im 19. Jahrhundert wurde in der kleinen Streusiedlung Claddach Carinish, in der sich das Cottage befindet, der Kelpverarbeitung nachgegangen. Glaic Cottage wurde im späten 19. oder frühen 20. Jahrhundert errichtet. Nach 1963 wurde ein kleines Außengebäude im selben Stil ergänzt, das in den Denkmalschutz einbezogen ist. Glaic Cottage wurde restauriert und wird als Ferienwohnung angeboten.

## Beschreibung
Das Glaic Cottage steht isoliert nahe Südufer von North Uist am North Ford. Es handelt sich um ein kleines, eingeschossiges Cottage im Stile der Cottages der Insel Skye. Seine südwestexponierte Hauptfassade ist drei Achsen weit. Zwei Fenster umgeben die zentrale Eingangstür. In die rückwärtige Fassade ist ein weiteres Fenster eingelassen. Das Mauerwerk des Glaic Cottage besteht aus Feldstein, wobei die Kanten des länglichen Gebäudes zum Schutz vor der Witterung gerundet ausgeführt sind. Die Fassaden sind mit Kalk geweißt. Das Gebäude schließt mit einem strandhafer-gedeckten Walmdach, das mit einem Drahtnetz und beschwerenden Steinen fixiert ist und über die Außenmauern übersteht. Vor beiden Walmen erheben sich traufständige Kamine. An der rückwärtigen Dachseite sind stellenweise Algenbewuchs und Ausbesserungsreste erkenntlich.